# Øyvind Nordtveit
Øyvind Nordtveit (30 marzo 1973) è un allenatore di calcio ed ex calciatore norvegese, di ruolo centrocampista.

## Carriera

### Giocatore
Dal 2011 al 2014, Nordtveit è stato in forza al Sædalen.

### Allenatore
Dal 2003 al 2005 è stato tecnico del Voss, mentre dal 2006 al 2008 ha ricoperto il medesimo incarico all'Os, di quest'ultimo club fino al 2008. Nel 2009, Nordtveit è stato allenatore dell'Øystese.
Il 18 ottobre 2009 è stato reso noto che Nordtveit avrebbe allenato la sezione femminile del Sandviken, dalla stagione successiva. La squadra era già matematicamente retrocessa in 1. divisjon. Ha guidato la squadra nell'immediata promozione in Toppserien arrivata al termine del campionato 2010. Retrocesso nuovamente al termine dell'annata 2013, il Sandviken è ritornato nella massima divisione al termine dell'anno successivo. A novembre 2014, Nordtveit ha rinnovato il contratto con il club fino al 31 dicembre 2017.
Il 23 febbraio 2021, Nordtveit è stato scelto come nuovo allenatore dell'Arna-Bjørnar.